# Micro-région de Gárdony
 (avril 2021).
Si vous disposez d'ouvrages ou d'articles de référence ou si vous connaissez des sites web de qualité traitant du thème abordé ici, merci de compléter l'article en donnant les références utiles à sa vérifiabilité et en les liant à la section « Notes et références ».
La micro-région de Gárdony (en hongrois : gárdonyi kistérség) est une micro-région statistique hongroise rassemblant plusieurs localités autour de Gárdony.